# 아마정 (효고현)
아마정(阿万町)은 효고현 미하라군에 설치되었던 정이다. 현재의 미나미아와지시에 해당한다.

## 역사
- 1889년 4월 1일 - 정촌제 시행에 의해 3촌의 구역을 가지고 성립하였다.
- 1934년 4월 1일 - 정으로 승격해 아마정이 되었다.
- 1955년 4월 7일 - 가슈촌, 기타아마촌, 나다촌과 합병해 난단정이 성립, 동일 아마정은 폐지되었다.

## 참고문헌
- 角川日本地名大辞典 28 兵庫県